# Indica Watson
Indica Elizabeth Watson  (ur. 20 stycznia 2010 w Londynie) – brytyjska aktorka dziecięca.

## Kariera
Watson po raz pierwszy wystąpiła w filmie krótkometrażowym w Londynie, gdy miała pięć lat. W sześciominutowym filmie Who Are You ?, w którym udział wzięła irlandzka aktorka Fiona O'Shaughnessy.
Od tego momentu była przesłuchiwana do drugiego serialu telewizyjnego - The Missing i została obsadzona w roli Lucy. Seria została po raz pierwszy pokazana w Wielkiej Brytanii w październiku 2016 roku i odniosła duży sukces.
Jej następną rolą była rola w popularnym dramacie kryminalnym Sherlock z Benedictem Cumberbatchem i Martinem Freemanem. Wcieliła się w młodą Eurus Holmes (jako "Little Eurus"), młodszą siostrę Sherlocka, zdobywając uznanie za swój występ w Daily Express.
Spędziła trzy miesiące na planie thrilleru szpiegowskiego Deep State w Maroku i południowej Anglii, z udziałem brytyjskiego aktora Marka Stronga w reżyserii Roberta Connolly'ego i Matthew Parkhilla. Ośmioczęściowa seria została wydana w kwietniu 2018 roku.
Pierwszy występ Indici Watson w roli głównej miał miejsce w finansowanym przez BFI psychologicznym horrorze Martyrs Lane, napisanym i wyreżyserowanym przez Ruth Platt. Wkrótce potem zagrała drugą główną rolę w niezależnym filmie krótkometrażowym Nurtured.
W kwietniu 2019 roku ogłoszono, że Watson została obsadzona u boku Jima Broadbenta, Sally Hawkins, Kristen Wiig, Toby'ego Jonesa i Maggie Smith w A Boy Called Christmas, pełnometrażowej adaptacji uznanej powieści Matta Haiga o pochodzeniu Świętego Mikołaja. 
W październiku 2019 wystąpiła na scenie z legendarną punkową grupą The Damned w London Palladium na A Night Of A Thousand Vampires. 
W listopadzie 2019 roku wystąpiła jako Charlotte Day w miniserialu BBC Gold Digger z Julią Ormond i Benem Barnesem.
Watson została obsadzona w filmie Marjane Satrapi Radioactive jako młoda Irene Curie wraz z Rosamund Pike, Anyą Taylor-Joy i Samem Rileyem, który pierwotnie miał wejść do kin wiosną 2020 roku, został wydany w Prime Video. Watson otrzymała szczególne pochwały za swoją rolę od London Evening Standard. 

## Telewizja
| Rok  | Tytuł                 | Rola               | Reżyser                          | Uwagi                                      |
| ---- | --------------------- | ------------------ | -------------------------------- | ------------------------------------------ |
| 2016 | The Missing           | Lucy               | Ben Chanan                       | Seria 2, 4 epizody                         |
| 2017 | Sherlock              | młoda Eurus Holmes | Benjamin Caron                   | Seria 4, epizod 3: The Final Problem       |
| 2018 | Waffle the Wonder Dog | Poppy Essam        | Jack Jameson                     | Seria 1, epizod 9: Waffle and the Good Dog |
| 2018 | True Horror           | Meemi-Rose         | Rob Savage                       | Seria epizod 2: Ghost in the Wall          |
| 2018 | Deep State            | Lola Easton        | Robert Connolly Matthew Parkhill | Seria 1, 8 epizodów                        |
| 2019 | Grantchester          | Jessica            | Rob Evans                        | Seria 4, epizod 5                          |
| 2019 | Gold Digger           | Charlotte Day      | Vanessa Caswill David Evans      | 5 epizodów                                 |

## Filmografia
| Rok  | Tytuł                             | Rola                | Reżyser         |
| ---- | --------------------------------- | ------------------- | --------------- |
| 2019 | Martyrs Lane                      | Leah                | Ruth Platt      |
| 2019 | Nurtured                          | Alex                | Ben Pearce      |
| 2020 | Radioactive                       | młoda Irene Curie   | Marjane Satrapi |
| 2021 | The Electrical Life of Louis Wain | Young Felicie Wain  | Will Sharpe     |
| 2021 | A Boy Called Christmas            | Little Noosh        | Gil Kenan       |
| TBA  | The Laureate                      | Catherine Nicholson | William Nunez   |